# Diego de Vargas
Diego de Vargas Zapata y Luján Ponce de León y Contreras (Spagna, 1643 – 1704) fu un governatore spagnolo del territorio di Santa Fe de Nuevo México, in Nuova Spagna, quelli che oggi sono gli stati statunitensi di Nuovo Messico ed Arizona. Fu titolare tra il 1690 ed il 1692, ed effettivo tra il 1692 ed il 1696 e tra il 1703 ed il 1704.
È famoso soprattutto per aver guidato la riconquista del territorio nel 1692, dopo la Rivolta dei Pueblo del 1680. Questa riconquista viene commemorata ogni anno durante la Fiestas de Santa Fe nella città di Santa Fe.

## Rivolta dei pueblo e Riconquista
Il 10 agosto 1680 scoppiò la Rivolta dei Pueblo, condotta da vari pueblo nel Nuovo Messico settentrionale contro i coloni spagnoli. Fu assediata la città di Santa Fe, obbligando gli spagnoli a ritirarsi il 21 agosto. I coloni fuggirono a sud verso El Paso del Norte (oggi Ciudad Juárez, Messico), dove rimasero in esilio durante i successivi 12 anni.
Nel 1688 il capitano generale e governatore Don Diego de Vargas fu nominato Governatore del Nuovo Messico, anche se non assunse l'incarico prima del 22 febbraio 1691. Il compito assegnatogli riguardava la riconquista e la ricolonizzazione del territorio per conto della Spagna. Nell'agosto del 1692 de Vargas ed un piccolo contingente di soldati tornarono a Santa Fe. Circondarono la città intimando agli abitanti dei pueblo di arrendersi, promettendo clemenza se avessero giurato fedeltà al re di Spagna tornando ad abbracciare la fede cristiana. Dopo un incontro con de Vargas i capi dei pueblo accettarono la proposta di pace, ed il 14 settembre 1692 de Vargas emanò un atto ufficiale di ripossesso.
La riconquista di de Vargas del Nuovo Messico viene spesso chiamata "riconquista senza sangue", dato che il territorio era stato inizialmente recuperato senza l'uso della forza. In seguito, quando de Vargas tornò in Messico all'inizio del 1693 per recuperare un gruppo di coloni, i pueblo rinnegarono l'accordo di pace e ricatturarono Santa Fe. Questa volta, con l'accordo violato, de Vargas riprese la città con la forza, provocando centinaia di morti durante lo scontro o in successive esecuzioni. Una seconda rivolta dei pueblo fu tentata nel 1696, e portò alla morte di cinque missionari e 21 spagnoli, ma fu soffocata. Nei molti anni seguenti si proseguì una guerriglia da ambo le parti, ma verso la fine del secolo la colonizzazione spagnola fu consolidata.
Si crede che De Vargas abbia pregato la Vergine Maria, con il titolo di La Conquistadora, per la prima riconquista senza guerra. Si dice che lei abbia ascoltato le preghiere, e che per questo motivo sia stata organizzata una festa in suo onore. Ancora oggi questa festa rappresenta la ricorrenza ufficiale della città di Santa Fe. Una parte di queste ricorrenze annuali è rappresentata da una novena celebrata durante il giorno del ringraziamento. Si svolgono processioni dalla Cattedrale Basilica di San Francesco d'Assisi alla cappella del Rosario. La statua della Conquistadora viene portata in processione. Dopo il termine della novena la statua viene riportata nella basilica. Tutto questo viene svolto ogni anno a Santa Fe in onore di Diego de Vargas.